# واندا، ساسکاچوان
واندا، ساسکاچوان (به انگلیسی: Vonda, Saskatchewan) یک منطقهٔ مسکونی در کانادا است که در Grant No. 372, Saskatchewan واقع شده‌است. واندا ۲٫۷۹ کیلومتر مربع مساحت و ۳۲۲ نفر جمعیت دارد.